# Bob Girard
M. Robert „Bob“ Girard (* 12. April 1948 in Montreal, Québec; † 5. November 2017 in L’Épiphanie, Québec) war ein kanadischer Eishockeyspieler, der im Verlauf seiner aktiven Karriere zwischen 1972 und 1981 unter anderem 305 Spiele für die California Golden Seals, Cleveland Barons und Washington Capitals in der National Hockey League (NHL) auf der Position des linken Flügelstürmers bestritten hat. Seinen größten Karriereerfolg feierte Girard jedoch in Diensten der Hershey Bears mit dem Gewinn des Calder Cups der American Hockey League (AHL) im Jahr 1980.

## Karriere
Girard trat erst spät im Eishockeygeschäft in Erscheinung. Als 25-Jähriger hatte er für die As de Amqui in der Ligue de hockey senior du Québec (LHSQ) gespielt, ehe er vor der Saison 1973/74 als Free Agent von den California Golden Seals aus der National Hockey League (NHL) verpflichtet worden war. Bevor sie den Flügelstürmer aber in die NHL holten, setzten die Golden Seals ihn zunächst in ihren Farmteams ein. So spielte er zunächst einige Partien für die Charlotte Checkers in der Southern Hockey League (SHL). Anschließend war er noch in derselben Spielzeit für die Salt Lake Golden Eagles aktiv. Deren Trikot trug er bis zum Ende der Saison 1974/75, nachdem er im Sommer 1974 mit dem Franchise von der Western Hockey League (WHL) in die Central Hockey League (CHL) gewechselt war.
Mit Beginn des Spieljahres 1975/76 stand Girard schließlich im Kader der California Golden Seals und absolvierte im Alter von 27 Jahren seine erste NHL-Saison, in der er 80-mal zum Einsatz kam und beachtliche 42 Scorerpunkte sammelte. Im August 1976 siedelte er mit dem Franchise aus Kalifornien nach Cleveland im Bundesstaat Ohio um, wo es den Spielbetrieb unter dem Namen Cleveland Barons fortsetzte. Nachdem die Offensivausbeute des Angreifers am Ende der Saison 1976/77 jedoch halbiert hatte und er auch in den ersten 26 Spielen der folgenden Spielzeit mit lediglich vier Torvorlagen enttäuschte, folgte im Dezember 1977 ein Transfer zu den Washington Capitals. Gemeinsam mit einem Zweitrunden-Wahlrecht im NHL Amateur Draft 1978 war er dorthin im Tausch für Walt McKechnie gewechselt.
In der US-amerikanischen Hauptstadt fasste Girard wieder Fuß in der Liga und sammelte im restlichen Saisonverlauf 23 Punkte in 52 Spielen. Diesen Wert verbesserte er in der folgenden Spielzeit um einen Punkt, allerdings benötigte er dafür fast 30 Spiele mehr. Zur Saison 1979/80 wurde der Offensivspieler schließlich von den Capitals an deren Farmteam, die Hershey Bears, in der American Hockey League (AHL) abgegeben. Dort beendete er seine letzte Profispielzeit in Nordamerika mit dem Gewinn des Calder Cups. Anschließend ließ der Flügelstürmer seine Karriere ein Jahr in der Schweiz ausklingen, wo er für den HC Lugano in der Nationalliga B (NLB) auflief.
Girard verstarb im November 2017 im Alter von 69 Jahren in L’Épiphanie in seiner Heimatprovinz Québec.

## Erfolge und Auszeichnungen
- 1980 Calder-Cup-Gewinn mit den Hershey Bears

## Karrierestatistik
(Legende zur Spielerstatistik: Sp oder GP = absolvierte Spiele; T oder G = erzielte Tore; V oder A = erzielte Assists; Pkt oder Pts = erzielte Scorerpunkte; SM oder PIM = erhaltene Strafminuten; +/− = Plus/Minus-Bilanz; PP = erzielte Überzahltore; SH = erzielte Unterzahltore; GW = erzielte Siegtore; 1 Play-downs/Relegation; Kursiv: Statistik nicht vollständig)